# 神戸市立宮本小学校
神戸市立宮本小学校（こうべしりつ みやもとしょうがっこう）は、兵庫県神戸市中央区宮本通2丁目に所在する公立小学校。

## 沿革
- 1953年（昭和28年）4月9日 - 神戸市立春日野小学校から分離して開校。
- 2020年（令和2年）4月1日 - 一部の校区が神戸市立なぎさ小学校に校区変更。[1]

## 通学区域
- 神戸市中央区[2]
  - 坂口通1 - 5丁目、宮本通1 - 5丁目、大日通1 - 5丁目、割塚通1 - 5丁目、脇浜町1丁目[3]

※卒業後は基本的に神戸市立筒井台中学校に進学する。

## 校区内の主な施設
- 六甲バター株式会社
- 筒井八幡神社
- 神戸市立神戸工科高等学校
- 神戸市立科学技術高等学校
- 神鋼記念病院

## 交通
- 東海道本線（JR神戸線）灘駅より

## 通学区域が隣接している学校
- 神戸市立上筒井小学校
- 神戸市立春日野小学校
- 神戸市立なぎさ小学校
- 神戸市立灘の浜小学校
- 神戸市立福住小学校